# 中原省
中原省是汪精衛國民政府轄下的一個省。

## 經過
1944年（民國33年），日軍在豫湘桂會戰中占領河南東部，計劃以鄭縣為中心設置豫陝鄂皖邊區。日本方面通知河南省各縣維持會長到鄭縣開會，各縣維持會改稱地方自治會，準備成立中原省中原自治政府。原計畫任命張登雲為中原省省長，但遭到拒絕。
1945年（民國34年）3月29日，汪精衛國民政府將鄭縣等41縣改組為中原省，並在鄭縣設立省議會。日本投降後，中原省廢除。